# Olympiaplein

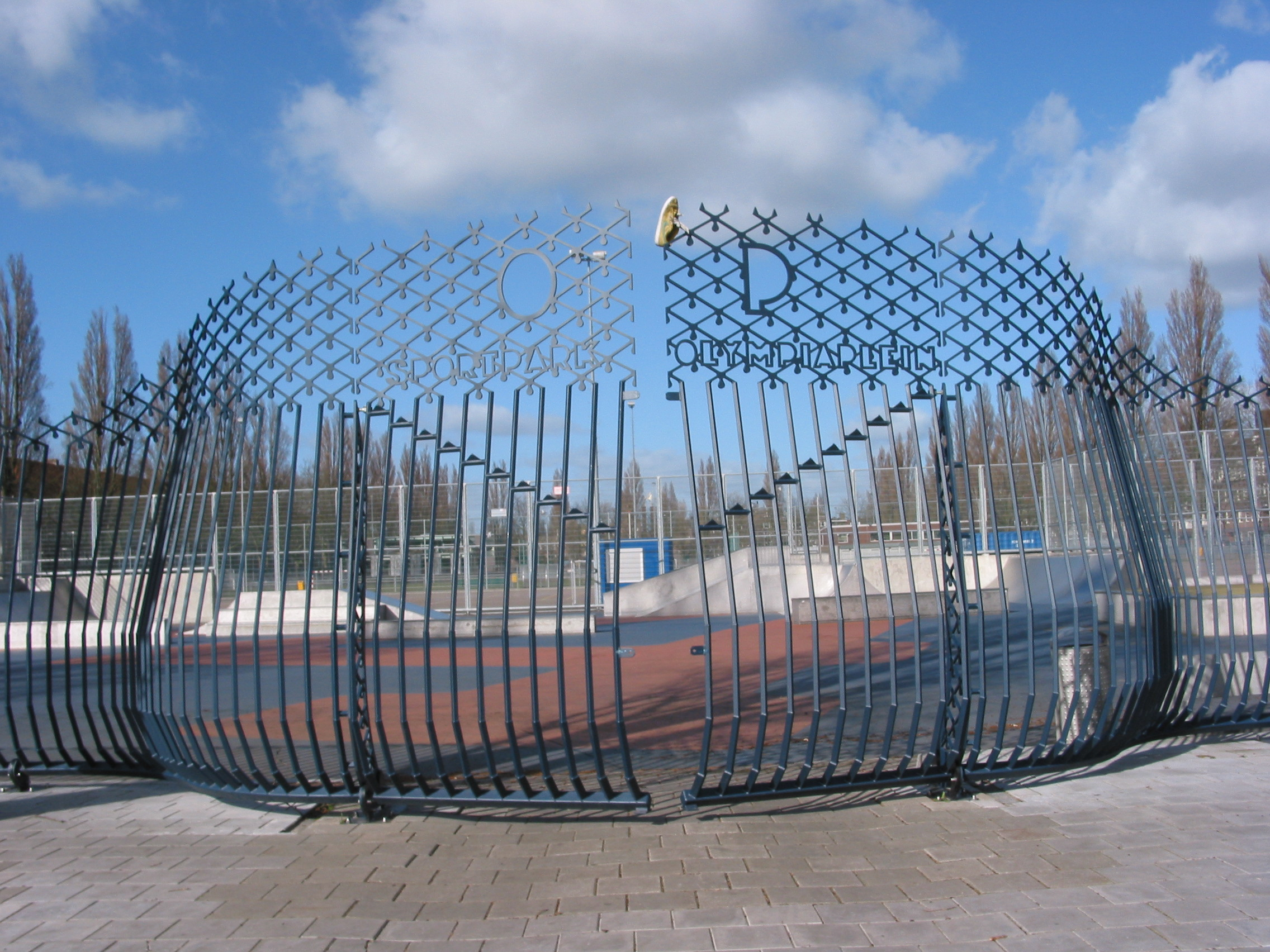
Olympiaplein, ingang sportpark

Het Olympiaplein is een plein in stadsdeel Zuid in Amsterdam. Het is een van de grootste pleinen van de stad met in het midden sport en daar omheen woningbouw.
Het Olympiaplein is vanaf 1926 aangelegd in het kader van het Plan Zuid van Berlage, maar tevens in het kader van de voorbereiding van Amsterdam op de Olympische Spelen van 1928. De Olympische Spelen zijn de inspiratiebron geweest voor de naamgeving van dit plein, maar ook straatnamen ten westen en zuidwesten van het plein zijn gebaseerd op de klassieke Griekse geschiedenis en mythologie.

## Ligging
Het Olympiaplein is voor Amsterdamse begrippen groot van omvang. Het strekt zich uit van de Apollolaan en de Olympiaweg naar de zuidelijker gelegen Stadionweg en Parnassusweg. Door het midden van het plein loopt de postcodegrens tussen 1076 en 1077.

## Sportpark Olympiaplein
Op het plein ligt een uitgestrekt sportpark. Het sportpark is omstreeks 1927 aangelegd, voorafgaand aan de Olympische Spelen, die in 1928 in Amsterdam werden gehouden.
Er was een 8-laans atletiekbaan, met accommodatie voor spring- en werpnummers, als trainingsbaan voor de Olympische Spelen. Vanaf 1936 was hier de atletiekvereniging AV Sagitta gevestigd.
In juni 1943 was het sportveld de verzamelplek voor de Joodse bewoners van de buurt voordat ze werden getransporteerd naar Westerbork. In juni 2022 werd bij die plaats Schaduwen van Ram Katzir onthuld.
In de periode 2002-2007 is het sportpark drastisch aangepakt.
De historische atletiekbaan is hierbij verwijderd, na de verhuizing in 1999/2000 van de atletiekvereniging (Sagitta, opgegaan in Phanos) naar het Olympisch Stadion.
Op het sportpark bevinden zich nu voetbalvelden van Swift en een nieuwe, korte atletiekbaan.
Er zijn nieuwe voorzieningen aangebracht, zoals een bij de omgeving passend omringend hek, ontworpen door Ruud-Jan Kokke, hiervoor werd in 2008 een Dutch Design Award toegekend.
Ook is er een gebouw, waar mensen behandeld worden aan sportblessures.
Aan de zuidzijde van het sportpark is een sport- en spelterrein voor jongeren, naar de vorm "Halve Maan" genoemd. Hier is, aan de zuidoostkant van het plein, op het hek in vergulde letters de tekst aangebracht "Hier trainde Fanny Blankers-Koen", een eerbetoon aan Fanny Blankers-Koen in het Hekwerk Olympiaplein.
Het Sportpark Olympiaplein wordt beschouwd als het duurste stuk openbare grond van Amsterdam. Het plein ligt centraal ten opzichte van het centrum en de nabijgelegen snelweg A10 en de Zuidas. Plannen van de gemeente Amsterdam om het plein op te offeren ten gunste van woningbouw en kantoren hebben het niet gered door protest van de buurtbewoners en gebruikers van het sportpark.

## Woningbouw
Aan weerszijden van het sportpark is woningbouw. Aan de oostkant (oneven zijde, Apollobuurt, postcode 1077) zijn luxe appartementen te vinden in de stijl van de Amsterdamse School. Aan de westkant (even zijde, Stadionbuurt, postcode 1076) staan voornamelijk sociale huurwoningen, onder meer van woningbouwvereniging Eigen Haard en Ymere.
Langs de zuidkant van het plein zijn ook winkels, waar kleine middenstand is gevestigd. Dit gedeelte van het plein is een onderbreking van de Stadionweg.

## Markante punten
- Aan de noordkant van het plein staat het voormalige Van Heutsz-monument, nu Monument Indië-Nederland. Dit monument werd in 2006 grondig gerenoveerd en opgeknapt en kreeg daarna de nieuwe naam. Het monument strekt zich uit over de gehele breedte van het sportpark (tussen de Olympiaweg en de Apollolaan).
- Aan de andere kant van de brug bij het monument is Het Amsterdams Lyceum gevestigd, een typisch vooroorlogs poortgebouw. Deze school heeft een dependance op het Olympiaplein (bij de Olympiaweg).
- De beelden van Hildo Krop die op deze Lyceumbrug staan, evenals de aan de brug verbonden brughuisjes aan het Noorder Amstelkanaal, worden door deskundigen geroemd.
- Op de hoek met de Apollolaan is het luxueuze appartementencomplex Schouwenhoek te vinden, in een bijzondere vooroorlogse bouwstijl.
- Er loopt een zichtas, van noord naar zuid vanaf de poort van het lyceum, over de brug, over het Olympiaplein en de Parnassusweg.

## Openbaar vervoer
Aan de zuidkant van het plein, de onderbreking van de Stadionweg, rijden bus 15 en tram 24 hier langs het Olympiaplein.

## Noot
1. ↑  Het Parool, 13 september 2003, pag. 27